# Amnion
Amnion (neboli „vnitřní vak“) je vnitřní zárodečný obal, uvnitř něhož se nachází vodní prostředí, ve kterém se zárodek vyvíjí. Amnion je váček, uvnitř kterého je tzv. amniová dutina (cavum amnii). Amnion pochází z primárního ektodermu, také známého jako epiblast nebo ektodermových buněk bilaminárního zárodečného disku přítomného ve druhém týdnu gestace. Vyskytuje se u skupiny živočichů amniota (plazi, ptáci, savci) spolu s dalšími zárodečnými obaly.

## Člověk
Amnion se vyskytuje v prenatálním období vývoje člověka. Vzniká již velmi brzy, konkrétně sedmý den po oplození vajíčka, a to uvnitř tzv. embryoblastu. Embryoblast se nejprve rozdělí na dvě vrstvičky, epiblast a hypoblast, z nichž právě v epiblastu dochází ke vzniku amniové dutiny, tedy dutiny obklopené amnioblasty. Možné je však i to, že amnion vzniká z části trofoblastu (konkrétně z cytotrofoblastu) – nepanuje o tom shoda.
Postupně (ve 4. týdnu) amnion obklopí téměř celé embryo a stěna amnionu se zanořuje do embrya pouze v oblasti budoucího pupečníku. Uvnitř amniové dutiny se nachází amniová tekutina, známá jako plodová voda, která má největší objem až 1 litr v 38. týdnu těhotenství. Plod polyká tuto vodu, ta se dostává jeho cévním systémem do pupečníku a odtud do matky. Amniová tekutina vzniká jak činností těla matky, tak hlavně později i činností plodu.

## Histologie a vlastnosti
Amniová membrána (amnion) je tkáň složena z 5 vrstev: nejvnitřnější je vrstva epiteliálních buněk, následuje tlustá bazální membrána, kompaktní vrstva, vrstva fibroblastu a jako poslední je houbovitá vrstva, která dosedá na okolní, zevně položený chorion.. Zprostředkovává řadu funkcí včetně syntézy růstových faktorů a cytokinů. Je odpovědná za regulaci ph, transportu vody a zajišťuje propustnou bariéru pro amniové makromolekuly.
| Vlastnosti                       | Amnion |
| -------------------------------- | --- |
| Tloušťka                         | 111±78 μm |
| Pevnost v tahu                   | 0.166 (0.15−0.25 kg/cm) |
| Maximální namáhání v tahu        | 30.2 kg/cm² |
| Vrstvy - původ                   | Epiteliální, základní, mesodermální |
| Buňky - původ                    | Epiteliální, fibroblasty, mesenchcymální, makrofágové |
| Počet buněk (průměr na placentu) | ∼20 million stromálních, 50–70 million epiteliálních |
| Funkce v děloze                  | Krytí, ochrana |
| Struktura                        | Kolagen I, III, IV, V, VI, elastin |
| Glykoproteiny                    | Fibronectin, laminins, nidogen |
| Proteoglykany                    | Chondroitin, dermatan sulfate, hyaluronan, decorin, biglycan |
| Selekce růstových faktorů        | EGF, HGF, TGF-β (1, 3), bFGF, KGF, NGF, VEGF, PDGF, PIGF, TGF-α Mucin Defensins TIMPS, CTGF, IL-1RA Groα, sICAM, IL-6, IL-8, MCP-1, MIF, serpin E1, SDF-1a, IL-10, IL-4, G-CSF |

## Terapeutický potenciál
Štěpy amniové membrány mají terapeutický potenciál při hojení ran. Včasné užití amnio membrány se ukázalo jako prospěšné při léčbě vředů, popálenin a dermálních poranění. od druhé poloviny 20. století byly alotransplantáty amnio/chorionové tkáně použity také pro chronické neuropatické rány, povrchové rány rohovky, stejně jako pterygium a konjunktivochalázu, zubní aplikace a pro ortopedické, obecné a neurochirurgické aplikace.
Amniová membrána je neimunogenní, redukuje inflamaci, bolest a zjizvení a poskytuje matrici pro buněčnou kolonizaci stejně jako přirozenou biologickou bariéru.
Lidské amniové aloimplantáty obsahující amnion a případně i chorion byly také terapeuticky použity pro kožní rany a zdají se býti účinné při urychlování hojení ran.
Základní mechanizmus terapeutického účinku nebyl doposud zcela objasněn. Nativní lidská amniová membrána obsahuje řadu růstových faktorů, včetně epidermálního růstového faktoru (EGF), bazálního fibroblastového růstového faktoru (bFGF), růstového faktoru keratinocytů, transformačního růstového faktoru a (TGFa) a TGFp, nervový růstový faktor a růstový faktor hepatocytů, o kterých je známo, že hrají rozhodující roli ve fyziologických procesech vedoucích k normálnímu hojení ran a regeneraci tkání.
| FDA základní funkce – homologní užití amniové tkáně |
| --------------------------------------------------- |
| Protizánětlivé                                      |
| Proangiogenní                                       |
| Proti tvorbě jizev                                  |
| Podpora hojení rány                                 |
| Náprava rány                                        |
| Bariéra                                             |
| Pokrytí, ochrana                                    |

## Léčebné využití

### Historie
První pokusy užití amniové membrány na poranění se datují již do starověkého Egypta. V moderní historii je první užití amniové membrány datováno do roku 1910 a to v oblasti popálenin. V této době se amniové membrána používala tzv. metodou ze sálu na sál, tedy rovnou z toho porodního po drobném oplachu na sál operační k potřebnému pacientovi. V posledních 50 letech byly alotransplantáty amnio/chorionové tkáně úspěšně použity také pro chronické neuropatické rány, povrchové rány rohovky, stejně jako pterygium a konjunktivochalázu, zubní aplikace a pro ortopedické, obecné a neurochirurgické aplikace.

### Oftalmologie
Dlouhou dobu se amniová membrána jako avaskularizovaná tkáň používala především v oftalmologii, kdy se s výhodou aplikovala na povrchové poranění rohovky.

### Chronické rány
Studie prokázaly, že užití amniové membrány zvyšílo hojení chronických ran, snižilo zánět v ráně a tvorbu jizev. Funkcí je krytí rány a vytvoření bariéry. V mnohých případech došlo při užití amniové membrány na ránu k úplnému zhojení do 12 týdnů od začátku léčby. Obsažené cytokiny a další typy proteinů jsou ovlivňovateli a mediátory věcí, jako je buněčná proliferace, migrace buněk, angiogeneze apod.